# Залокоцького — Мітюшина тема-2
Те́ма-2 Залоко́цького — Мітю́шина — тема в шаховій композиції ортодоксального жанру. Суть теми — є що найменше три тематичні хибні спроби, кожна спроба спростовується тільки одним, іншим ніж в других тематичних слідах, ходом чорних. В рішенні білі оголошують мати чорному королю з тематичних полів, на які в інших фазах, спростовуючи хибні спроби, ходили чорні. Мати повинні оголошуватися без взяття чорних фігур, які спростовували хибні сліди.

## Історія
Ідею втілили українські проблемісти — Роман Залокоцький (03.05.1940 — 17.09.2021) і Анатолій Мітюшин (15.05.1960) у 2014 році як раз у дні свого народження — 03.05 – 15.05. В цей час були створені перші задачі з таким задумом.
В задачі білих є, як мінімум, три тематичні спроби, які по-різному спростовуються чорними. В рішенні на захисти чорних почергово білі повинні оголосити мати з полів спростувань хибних слідів.
Ідея дістала назву — тема-2 Залокоцького — Мітюшина, оскільки є ще одна тема цих проблемістів: тема-1 Залокоцького — Мітюшина. В журналі «Чорно-білі стежини» № 4 2014 року було оголошено тематичний ювілейний конкурс «Анатолій Мітюшин — 55», завданням конкурсу було — скласти задачу на тему-2 Залокоцького — Мітюшина. Підсумки конкурсу опубліковані в журналі «Чорно-білі стежини» № 4 2015 року.
Алгоритм вираження теми:
1. X?
1. … fa!
1. Y?
1. … fb!
1. Z?
1. … fc! (f — чорна фігура, або фігури; a, b, c — поля, на які ходить ця чорна фігура)1. А!1. … ~ 2. Fa #
1. … ~ 2. Fb #
1. … ~ 2. Fc # (F — біла фігура, або фігури; a, b, c — поля, на які ходить ця біла фігура)
|   | a | b | c | d | e | f | g | h |   |
| 8 | e8 чорний король · f7 білий кінь · h7 біла тура · d6 білий слон · e6 білий пішак · g6 чорний пішак · c4 білий слон · d4 білий король · e4 чорний пішак · a3 біла тура · c3 чорний пішак · e3 чорний пішак · b2 чорний кінь · d2 чорний слон · e2 чорний слон · f2 білий кінь · g2 чорний пішак · a1 чорна тура · h1 чорна тура | e8 чорний король · f7 білий кінь · h7 біла тура · d6 білий слон · e6 білий пішак · g6 чорний пішак · c4 білий слон · d4 білий король · e4 чорний пішак · a3 біла тура · c3 чорний пішак · e3 чорний пішак · b2 чорний кінь · d2 чорний слон · e2 чорний слон · f2 білий кінь · g2 чорний пішак · a1 чорна тура · h1 чорна тура | e8 чорний король · f7 білий кінь · h7 біла тура · d6 білий слон · e6 білий пішак · g6 чорний пішак · c4 білий слон · d4 білий король · e4 чорний пішак · a3 біла тура · c3 чорний пішак · e3 чорний пішак · b2 чорний кінь · d2 чорний слон · e2 чорний слон · f2 білий кінь · g2 чорний пішак · a1 чорна тура · h1 чорна тура | e8 чорний король · f7 білий кінь · h7 біла тура · d6 білий слон · e6 білий пішак · g6 чорний пішак · c4 білий слон · d4 білий король · e4 чорний пішак · a3 біла тура · c3 чорний пішак · e3 чорний пішак · b2 чорний кінь · d2 чорний слон · e2 чорний слон · f2 білий кінь · g2 чорний пішак · a1 чорна тура · h1 чорна тура | e8 чорний король · f7 білий кінь · h7 біла тура · d6 білий слон · e6 білий пішак · g6 чорний пішак · c4 білий слон · d4 білий король · e4 чорний пішак · a3 біла тура · c3 чорний пішак · e3 чорний пішак · b2 чорний кінь · d2 чорний слон · e2 чорний слон · f2 білий кінь · g2 чорний пішак · a1 чорна тура · h1 чорна тура | e8 чорний король · f7 білий кінь · h7 біла тура · d6 білий слон · e6 білий пішак · g6 чорний пішак · c4 білий слон · d4 білий король · e4 чорний пішак · a3 біла тура · c3 чорний пішак · e3 чорний пішак · b2 чорний кінь · d2 чорний слон · e2 чорний слон · f2 білий кінь · g2 чорний пішак · a1 чорна тура · h1 чорна тура | e8 чорний король · f7 білий кінь · h7 біла тура · d6 білий слон · e6 білий пішак · g6 чорний пішак · c4 білий слон · d4 білий король · e4 чорний пішак · a3 біла тура · c3 чорний пішак · e3 чорний пішак · b2 чорний кінь · d2 чорний слон · e2 чорний слон · f2 білий кінь · g2 чорний пішак · a1 чорна тура · h1 чорна тура | e8 чорний король · f7 білий кінь · h7 біла тура · d6 білий слон · e6 білий пішак · g6 чорний пішак · c4 білий слон · d4 білий король · e4 чорний пішак · a3 біла тура · c3 чорний пішак · e3 чорний пішак · b2 чорний кінь · d2 чорний слон · e2 чорний слон · f2 білий кінь · g2 чорний пішак · a1 чорна тура · h1 чорна тура | 8 |
| 7 | e8 чорний король · f7 білий кінь · h7 біла тура · d6 білий слон · e6 білий пішак · g6 чорний пішак · c4 білий слон · d4 білий король · e4 чорний пішак · a3 біла тура · c3 чорний пішак · e3 чорний пішак · b2 чорний кінь · d2 чорний слон · e2 чорний слон · f2 білий кінь · g2 чорний пішак · a1 чорна тура · h1 чорна тура | e8 чорний король · f7 білий кінь · h7 біла тура · d6 білий слон · e6 білий пішак · g6 чорний пішак · c4 білий слон · d4 білий король · e4 чорний пішак · a3 біла тура · c3 чорний пішак · e3 чорний пішак · b2 чорний кінь · d2 чорний слон · e2 чорний слон · f2 білий кінь · g2 чорний пішак · a1 чорна тура · h1 чорна тура | e8 чорний король · f7 білий кінь · h7 біла тура · d6 білий слон · e6 білий пішак · g6 чорний пішак · c4 білий слон · d4 білий король · e4 чорний пішак · a3 біла тура · c3 чорний пішак · e3 чорний пішак · b2 чорний кінь · d2 чорний слон · e2 чорний слон · f2 білий кінь · g2 чорний пішак · a1 чорна тура · h1 чорна тура | e8 чорний король · f7 білий кінь · h7 біла тура · d6 білий слон · e6 білий пішак · g6 чорний пішак · c4 білий слон · d4 білий король · e4 чорний пішак · a3 біла тура · c3 чорний пішак · e3 чорний пішак · b2 чорний кінь · d2 чорний слон · e2 чорний слон · f2 білий кінь · g2 чорний пішак · a1 чорна тура · h1 чорна тура | e8 чорний король · f7 білий кінь · h7 біла тура · d6 білий слон · e6 білий пішак · g6 чорний пішак · c4 білий слон · d4 білий король · e4 чорний пішак · a3 біла тура · c3 чорний пішак · e3 чорний пішак · b2 чорний кінь · d2 чорний слон · e2 чорний слон · f2 білий кінь · g2 чорний пішак · a1 чорна тура · h1 чорна тура | e8 чорний король · f7 білий кінь · h7 біла тура · d6 білий слон · e6 білий пішак · g6 чорний пішак · c4 білий слон · d4 білий король · e4 чорний пішак · a3 біла тура · c3 чорний пішак · e3 чорний пішак · b2 чорний кінь · d2 чорний слон · e2 чорний слон · f2 білий кінь · g2 чорний пішак · a1 чорна тура · h1 чорна тура | e8 чорний король · f7 білий кінь · h7 біла тура · d6 білий слон · e6 білий пішак · g6 чорний пішак · c4 білий слон · d4 білий король · e4 чорний пішак · a3 біла тура · c3 чорний пішак · e3 чорний пішак · b2 чорний кінь · d2 чорний слон · e2 чорний слон · f2 білий кінь · g2 чорний пішак · a1 чорна тура · h1 чорна тура | e8 чорний король · f7 білий кінь · h7 біла тура · d6 білий слон · e6 білий пішак · g6 чорний пішак · c4 білий слон · d4 білий король · e4 чорний пішак · a3 біла тура · c3 чорний пішак · e3 чорний пішак · b2 чорний кінь · d2 чорний слон · e2 чорний слон · f2 білий кінь · g2 чорний пішак · a1 чорна тура · h1 чорна тура | 7 |
| 6 | e8 чорний король · f7 білий кінь · h7 біла тура · d6 білий слон · e6 білий пішак · g6 чорний пішак · c4 білий слон · d4 білий король · e4 чорний пішак · a3 біла тура · c3 чорний пішак · e3 чорний пішак · b2 чорний кінь · d2 чорний слон · e2 чорний слон · f2 білий кінь · g2 чорний пішак · a1 чорна тура · h1 чорна тура | e8 чорний король · f7 білий кінь · h7 біла тура · d6 білий слон · e6 білий пішак · g6 чорний пішак · c4 білий слон · d4 білий король · e4 чорний пішак · a3 біла тура · c3 чорний пішак · e3 чорний пішак · b2 чорний кінь · d2 чорний слон · e2 чорний слон · f2 білий кінь · g2 чорний пішак · a1 чорна тура · h1 чорна тура | e8 чорний король · f7 білий кінь · h7 біла тура · d6 білий слон · e6 білий пішак · g6 чорний пішак · c4 білий слон · d4 білий король · e4 чорний пішак · a3 біла тура · c3 чорний пішак · e3 чорний пішак · b2 чорний кінь · d2 чорний слон · e2 чорний слон · f2 білий кінь · g2 чорний пішак · a1 чорна тура · h1 чорна тура | e8 чорний король · f7 білий кінь · h7 біла тура · d6 білий слон · e6 білий пішак · g6 чорний пішак · c4 білий слон · d4 білий король · e4 чорний пішак · a3 біла тура · c3 чорний пішак · e3 чорний пішак · b2 чорний кінь · d2 чорний слон · e2 чорний слон · f2 білий кінь · g2 чорний пішак · a1 чорна тура · h1 чорна тура | e8 чорний король · f7 білий кінь · h7 біла тура · d6 білий слон · e6 білий пішак · g6 чорний пішак · c4 білий слон · d4 білий король · e4 чорний пішак · a3 біла тура · c3 чорний пішак · e3 чорний пішак · b2 чорний кінь · d2 чорний слон · e2 чорний слон · f2 білий кінь · g2 чорний пішак · a1 чорна тура · h1 чорна тура | e8 чорний король · f7 білий кінь · h7 біла тура · d6 білий слон · e6 білий пішак · g6 чорний пішак · c4 білий слон · d4 білий король · e4 чорний пішак · a3 біла тура · c3 чорний пішак · e3 чорний пішак · b2 чорний кінь · d2 чорний слон · e2 чорний слон · f2 білий кінь · g2 чорний пішак · a1 чорна тура · h1 чорна тура | e8 чорний король · f7 білий кінь · h7 біла тура · d6 білий слон · e6 білий пішак · g6 чорний пішак · c4 білий слон · d4 білий король · e4 чорний пішак · a3 біла тура · c3 чорний пішак · e3 чорний пішак · b2 чорний кінь · d2 чорний слон · e2 чорний слон · f2 білий кінь · g2 чорний пішак · a1 чорна тура · h1 чорна тура | e8 чорний король · f7 білий кінь · h7 біла тура · d6 білий слон · e6 білий пішак · g6 чорний пішак · c4 білий слон · d4 білий король · e4 чорний пішак · a3 біла тура · c3 чорний пішак · e3 чорний пішак · b2 чорний кінь · d2 чорний слон · e2 чорний слон · f2 білий кінь · g2 чорний пішак · a1 чорна тура · h1 чорна тура | 6 |
| 5 | e8 чорний король · f7 білий кінь · h7 біла тура · d6 білий слон · e6 білий пішак · g6 чорний пішак · c4 білий слон · d4 білий король · e4 чорний пішак · a3 біла тура · c3 чорний пішак · e3 чорний пішак · b2 чорний кінь · d2 чорний слон · e2 чорний слон · f2 білий кінь · g2 чорний пішак · a1 чорна тура · h1 чорна тура | e8 чорний король · f7 білий кінь · h7 біла тура · d6 білий слон · e6 білий пішак · g6 чорний пішак · c4 білий слон · d4 білий король · e4 чорний пішак · a3 біла тура · c3 чорний пішак · e3 чорний пішак · b2 чорний кінь · d2 чорний слон · e2 чорний слон · f2 білий кінь · g2 чорний пішак · a1 чорна тура · h1 чорна тура | e8 чорний король · f7 білий кінь · h7 біла тура · d6 білий слон · e6 білий пішак · g6 чорний пішак · c4 білий слон · d4 білий король · e4 чорний пішак · a3 біла тура · c3 чорний пішак · e3 чорний пішак · b2 чорний кінь · d2 чорний слон · e2 чорний слон · f2 білий кінь · g2 чорний пішак · a1 чорна тура · h1 чорна тура | e8 чорний король · f7 білий кінь · h7 біла тура · d6 білий слон · e6 білий пішак · g6 чорний пішак · c4 білий слон · d4 білий король · e4 чорний пішак · a3 біла тура · c3 чорний пішак · e3 чорний пішак · b2 чорний кінь · d2 чорний слон · e2 чорний слон · f2 білий кінь · g2 чорний пішак · a1 чорна тура · h1 чорна тура | e8 чорний король · f7 білий кінь · h7 біла тура · d6 білий слон · e6 білий пішак · g6 чорний пішак · c4 білий слон · d4 білий король · e4 чорний пішак · a3 біла тура · c3 чорний пішак · e3 чорний пішак · b2 чорний кінь · d2 чорний слон · e2 чорний слон · f2 білий кінь · g2 чорний пішак · a1 чорна тура · h1 чорна тура | e8 чорний король · f7 білий кінь · h7 біла тура · d6 білий слон · e6 білий пішак · g6 чорний пішак · c4 білий слон · d4 білий король · e4 чорний пішак · a3 біла тура · c3 чорний пішак · e3 чорний пішак · b2 чорний кінь · d2 чорний слон · e2 чорний слон · f2 білий кінь · g2 чорний пішак · a1 чорна тура · h1 чорна тура | e8 чорний король · f7 білий кінь · h7 біла тура · d6 білий слон · e6 білий пішак · g6 чорний пішак · c4 білий слон · d4 білий король · e4 чорний пішак · a3 біла тура · c3 чорний пішак · e3 чорний пішак · b2 чорний кінь · d2 чорний слон · e2 чорний слон · f2 білий кінь · g2 чорний пішак · a1 чорна тура · h1 чорна тура | e8 чорний король · f7 білий кінь · h7 біла тура · d6 білий слон · e6 білий пішак · g6 чорний пішак · c4 білий слон · d4 білий король · e4 чорний пішак · a3 біла тура · c3 чорний пішак · e3 чорний пішак · b2 чорний кінь · d2 чорний слон · e2 чорний слон · f2 білий кінь · g2 чорний пішак · a1 чорна тура · h1 чорна тура | 5 |
| 4 | e8 чорний король · f7 білий кінь · h7 біла тура · d6 білий слон · e6 білий пішак · g6 чорний пішак · c4 білий слон · d4 білий король · e4 чорний пішак · a3 біла тура · c3 чорний пішак · e3 чорний пішак · b2 чорний кінь · d2 чорний слон · e2 чорний слон · f2 білий кінь · g2 чорний пішак · a1 чорна тура · h1 чорна тура | e8 чорний король · f7 білий кінь · h7 біла тура · d6 білий слон · e6 білий пішак · g6 чорний пішак · c4 білий слон · d4 білий король · e4 чорний пішак · a3 біла тура · c3 чорний пішак · e3 чорний пішак · b2 чорний кінь · d2 чорний слон · e2 чорний слон · f2 білий кінь · g2 чорний пішак · a1 чорна тура · h1 чорна тура | e8 чорний король · f7 білий кінь · h7 біла тура · d6 білий слон · e6 білий пішак · g6 чорний пішак · c4 білий слон · d4 білий король · e4 чорний пішак · a3 біла тура · c3 чорний пішак · e3 чорний пішак · b2 чорний кінь · d2 чорний слон · e2 чорний слон · f2 білий кінь · g2 чорний пішак · a1 чорна тура · h1 чорна тура | e8 чорний король · f7 білий кінь · h7 біла тура · d6 білий слон · e6 білий пішак · g6 чорний пішак · c4 білий слон · d4 білий король · e4 чорний пішак · a3 біла тура · c3 чорний пішак · e3 чорний пішак · b2 чорний кінь · d2 чорний слон · e2 чорний слон · f2 білий кінь · g2 чорний пішак · a1 чорна тура · h1 чорна тура | e8 чорний король · f7 білий кінь · h7 біла тура · d6 білий слон · e6 білий пішак · g6 чорний пішак · c4 білий слон · d4 білий король · e4 чорний пішак · a3 біла тура · c3 чорний пішак · e3 чорний пішак · b2 чорний кінь · d2 чорний слон · e2 чорний слон · f2 білий кінь · g2 чорний пішак · a1 чорна тура · h1 чорна тура | e8 чорний король · f7 білий кінь · h7 біла тура · d6 білий слон · e6 білий пішак · g6 чорний пішак · c4 білий слон · d4 білий король · e4 чорний пішак · a3 біла тура · c3 чорний пішак · e3 чорний пішак · b2 чорний кінь · d2 чорний слон · e2 чорний слон · f2 білий кінь · g2 чорний пішак · a1 чорна тура · h1 чорна тура | e8 чорний король · f7 білий кінь · h7 біла тура · d6 білий слон · e6 білий пішак · g6 чорний пішак · c4 білий слон · d4 білий король · e4 чорний пішак · a3 біла тура · c3 чорний пішак · e3 чорний пішак · b2 чорний кінь · d2 чорний слон · e2 чорний слон · f2 білий кінь · g2 чорний пішак · a1 чорна тура · h1 чорна тура | e8 чорний король · f7 білий кінь · h7 біла тура · d6 білий слон · e6 білий пішак · g6 чорний пішак · c4 білий слон · d4 білий король · e4 чорний пішак · a3 біла тура · c3 чорний пішак · e3 чорний пішак · b2 чорний кінь · d2 чорний слон · e2 чорний слон · f2 білий кінь · g2 чорний пішак · a1 чорна тура · h1 чорна тура | 4 |
| 3 | e8 чорний король · f7 білий кінь · h7 біла тура · d6 білий слон · e6 білий пішак · g6 чорний пішак · c4 білий слон · d4 білий король · e4 чорний пішак · a3 біла тура · c3 чорний пішак · e3 чорний пішак · b2 чорний кінь · d2 чорний слон · e2 чорний слон · f2 білий кінь · g2 чорний пішак · a1 чорна тура · h1 чорна тура | e8 чорний король · f7 білий кінь · h7 біла тура · d6 білий слон · e6 білий пішак · g6 чорний пішак · c4 білий слон · d4 білий король · e4 чорний пішак · a3 біла тура · c3 чорний пішак · e3 чорний пішак · b2 чорний кінь · d2 чорний слон · e2 чорний слон · f2 білий кінь · g2 чорний пішак · a1 чорна тура · h1 чорна тура | e8 чорний король · f7 білий кінь · h7 біла тура · d6 білий слон · e6 білий пішак · g6 чорний пішак · c4 білий слон · d4 білий король · e4 чорний пішак · a3 біла тура · c3 чорний пішак · e3 чорний пішак · b2 чорний кінь · d2 чорний слон · e2 чорний слон · f2 білий кінь · g2 чорний пішак · a1 чорна тура · h1 чорна тура | e8 чорний король · f7 білий кінь · h7 біла тура · d6 білий слон · e6 білий пішак · g6 чорний пішак · c4 білий слон · d4 білий король · e4 чорний пішак · a3 біла тура · c3 чорний пішак · e3 чорний пішак · b2 чорний кінь · d2 чорний слон · e2 чорний слон · f2 білий кінь · g2 чорний пішак · a1 чорна тура · h1 чорна тура | e8 чорний король · f7 білий кінь · h7 біла тура · d6 білий слон · e6 білий пішак · g6 чорний пішак · c4 білий слон · d4 білий король · e4 чорний пішак · a3 біла тура · c3 чорний пішак · e3 чорний пішак · b2 чорний кінь · d2 чорний слон · e2 чорний слон · f2 білий кінь · g2 чорний пішак · a1 чорна тура · h1 чорна тура | e8 чорний король · f7 білий кінь · h7 біла тура · d6 білий слон · e6 білий пішак · g6 чорний пішак · c4 білий слон · d4 білий король · e4 чорний пішак · a3 біла тура · c3 чорний пішак · e3 чорний пішак · b2 чорний кінь · d2 чорний слон · e2 чорний слон · f2 білий кінь · g2 чорний пішак · a1 чорна тура · h1 чорна тура | e8 чорний король · f7 білий кінь · h7 біла тура · d6 білий слон · e6 білий пішак · g6 чорний пішак · c4 білий слон · d4 білий король · e4 чорний пішак · a3 біла тура · c3 чорний пішак · e3 чорний пішак · b2 чорний кінь · d2 чорний слон · e2 чорний слон · f2 білий кінь · g2 чорний пішак · a1 чорна тура · h1 чорна тура | e8 чорний король · f7 білий кінь · h7 біла тура · d6 білий слон · e6 білий пішак · g6 чорний пішак · c4 білий слон · d4 білий король · e4 чорний пішак · a3 біла тура · c3 чорний пішак · e3 чорний пішак · b2 чорний кінь · d2 чорний слон · e2 чорний слон · f2 білий кінь · g2 чорний пішак · a1 чорна тура · h1 чорна тура | 3 |
| 2 | e8 чорний король · f7 білий кінь · h7 біла тура · d6 білий слон · e6 білий пішак · g6 чорний пішак · c4 білий слон · d4 білий король · e4 чорний пішак · a3 біла тура · c3 чорний пішак · e3 чорний пішак · b2 чорний кінь · d2 чорний слон · e2 чорний слон · f2 білий кінь · g2 чорний пішак · a1 чорна тура · h1 чорна тура | e8 чорний король · f7 білий кінь · h7 біла тура · d6 білий слон · e6 білий пішак · g6 чорний пішак · c4 білий слон · d4 білий король · e4 чорний пішак · a3 біла тура · c3 чорний пішак · e3 чорний пішак · b2 чорний кінь · d2 чорний слон · e2 чорний слон · f2 білий кінь · g2 чорний пішак · a1 чорна тура · h1 чорна тура | e8 чорний король · f7 білий кінь · h7 біла тура · d6 білий слон · e6 білий пішак · g6 чорний пішак · c4 білий слон · d4 білий король · e4 чорний пішак · a3 біла тура · c3 чорний пішак · e3 чорний пішак · b2 чорний кінь · d2 чорний слон · e2 чорний слон · f2 білий кінь · g2 чорний пішак · a1 чорна тура · h1 чорна тура | e8 чорний король · f7 білий кінь · h7 біла тура · d6 білий слон · e6 білий пішак · g6 чорний пішак · c4 білий слон · d4 білий король · e4 чорний пішак · a3 біла тура · c3 чорний пішак · e3 чорний пішак · b2 чорний кінь · d2 чорний слон · e2 чорний слон · f2 білий кінь · g2 чорний пішак · a1 чорна тура · h1 чорна тура | e8 чорний король · f7 білий кінь · h7 біла тура · d6 білий слон · e6 білий пішак · g6 чорний пішак · c4 білий слон · d4 білий король · e4 чорний пішак · a3 біла тура · c3 чорний пішак · e3 чорний пішак · b2 чорний кінь · d2 чорний слон · e2 чорний слон · f2 білий кінь · g2 чорний пішак · a1 чорна тура · h1 чорна тура | e8 чорний король · f7 білий кінь · h7 біла тура · d6 білий слон · e6 білий пішак · g6 чорний пішак · c4 білий слон · d4 білий король · e4 чорний пішак · a3 біла тура · c3 чорний пішак · e3 чорний пішак · b2 чорний кінь · d2 чорний слон · e2 чорний слон · f2 білий кінь · g2 чорний пішак · a1 чорна тура · h1 чорна тура | e8 чорний король · f7 білий кінь · h7 біла тура · d6 білий слон · e6 білий пішак · g6 чорний пішак · c4 білий слон · d4 білий король · e4 чорний пішак · a3 біла тура · c3 чорний пішак · e3 чорний пішак · b2 чорний кінь · d2 чорний слон · e2 чорний слон · f2 білий кінь · g2 чорний пішак · a1 чорна тура · h1 чорна тура | e8 чорний король · f7 білий кінь · h7 біла тура · d6 білий слон · e6 білий пішак · g6 чорний пішак · c4 білий слон · d4 білий король · e4 чорний пішак · a3 біла тура · c3 чорний пішак · e3 чорний пішак · b2 чорний кінь · d2 чорний слон · e2 чорний слон · f2 білий кінь · g2 чорний пішак · a1 чорна тура · h1 чорна тура | 2 |
| 1 | e8 чорний король · f7 білий кінь · h7 біла тура · d6 білий слон · e6 білий пішак · g6 чорний пішак · c4 білий слон · d4 білий король · e4 чорний пішак · a3 біла тура · c3 чорний пішак · e3 чорний пішак · b2 чорний кінь · d2 чорний слон · e2 чорний слон · f2 білий кінь · g2 чорний пішак · a1 чорна тура · h1 чорна тура | e8 чорний король · f7 білий кінь · h7 біла тура · d6 білий слон · e6 білий пішак · g6 чорний пішак · c4 білий слон · d4 білий король · e4 чорний пішак · a3 біла тура · c3 чорний пішак · e3 чорний пішак · b2 чорний кінь · d2 чорний слон · e2 чорний слон · f2 білий кінь · g2 чорний пішак · a1 чорна тура · h1 чорна тура | e8 чорний король · f7 білий кінь · h7 біла тура · d6 білий слон · e6 білий пішак · g6 чорний пішак · c4 білий слон · d4 білий король · e4 чорний пішак · a3 біла тура · c3 чорний пішак · e3 чорний пішак · b2 чорний кінь · d2 чорний слон · e2 чорний слон · f2 білий кінь · g2 чорний пішак · a1 чорна тура · h1 чорна тура | e8 чорний король · f7 білий кінь · h7 біла тура · d6 білий слон · e6 білий пішак · g6 чорний пішак · c4 білий слон · d4 білий король · e4 чорний пішак · a3 біла тура · c3 чорний пішак · e3 чорний пішак · b2 чорний кінь · d2 чорний слон · e2 чорний слон · f2 білий кінь · g2 чорний пішак · a1 чорна тура · h1 чорна тура | e8 чорний король · f7 білий кінь · h7 біла тура · d6 білий слон · e6 білий пішак · g6 чорний пішак · c4 білий слон · d4 білий король · e4 чорний пішак · a3 біла тура · c3 чорний пішак · e3 чорний пішак · b2 чорний кінь · d2 чорний слон · e2 чорний слон · f2 білий кінь · g2 чорний пішак · a1 чорна тура · h1 чорна тура | e8 чорний король · f7 білий кінь · h7 біла тура · d6 білий слон · e6 білий пішак · g6 чорний пішак · c4 білий слон · d4 білий король · e4 чорний пішак · a3 біла тура · c3 чорний пішак · e3 чорний пішак · b2 чорний кінь · d2 чорний слон · e2 чорний слон · f2 білий кінь · g2 чорний пішак · a1 чорна тура · h1 чорна тура | e8 чорний король · f7 білий кінь · h7 біла тура · d6 білий слон · e6 білий пішак · g6 чорний пішак · c4 білий слон · d4 білий король · e4 чорний пішак · a3 біла тура · c3 чорний пішак · e3 чорний пішак · b2 чорний кінь · d2 чорний слон · e2 чорний слон · f2 білий кінь · g2 чорний пішак · a1 чорна тура · h1 чорна тура | e8 чорний король · f7 білий кінь · h7 біла тура · d6 білий слон · e6 білий пішак · g6 чорний пішак · c4 білий слон · d4 білий король · e4 чорний пішак · a3 біла тура · c3 чорний пішак · e3 чорний пішак · b2 чорний кінь · d2 чорний слон · e2 чорний слон · f2 білий кінь · g2 чорний пішак · a1 чорна тура · h1 чорна тура | 1 |
|   | a | b | c | d | e | f | g | h |   |

1. Tb3? ~ 2. Tb8#, 1. … Ta8!
1. Tg7? ~ 2. Tg8#, 1. … Th8!
1. Ld5? ~ 2. Lc6#, 1. … Lb5!
1. Sg4! ~ 2. Sf6#
1. … Taf1 2. Ta8# — мат на полі спростування хибного сліду
1. … Thf1 2. Th8# — мат на полі спростування хибного сліду
1. … L: g4 2. Lb5# — мат на полі спростування хибного сліду
В дійсній грі пройшли мати на полях спростувань хибних спроб.

## Синтез з іншими темами
Тема легко синтезується з іншими темами.
|   | a | b | c | d | e | f | g | h |   |
| 8 | a8 білий ферзь · g8 білий кінь · c7 чорний пішак · d7 білий пішак · g7 чорний пішак · b6 білий пішак · c6 білий пішак · g6 білий король · h6 білий пішак · b5 білий кінь · e5 чорний слон · g5 чорний пішак · c4 білий пішак · d4 чорний пішак · e4 чорний король · d3 чорний пішак · f3 біла тура · g3 чорний пішак · a2 білий пішак · d2 білий слон · g2 білий пішак | a8 білий ферзь · g8 білий кінь · c7 чорний пішак · d7 білий пішак · g7 чорний пішак · b6 білий пішак · c6 білий пішак · g6 білий король · h6 білий пішак · b5 білий кінь · e5 чорний слон · g5 чорний пішак · c4 білий пішак · d4 чорний пішак · e4 чорний король · d3 чорний пішак · f3 біла тура · g3 чорний пішак · a2 білий пішак · d2 білий слон · g2 білий пішак | a8 білий ферзь · g8 білий кінь · c7 чорний пішак · d7 білий пішак · g7 чорний пішак · b6 білий пішак · c6 білий пішак · g6 білий король · h6 білий пішак · b5 білий кінь · e5 чорний слон · g5 чорний пішак · c4 білий пішак · d4 чорний пішак · e4 чорний король · d3 чорний пішак · f3 біла тура · g3 чорний пішак · a2 білий пішак · d2 білий слон · g2 білий пішак | a8 білий ферзь · g8 білий кінь · c7 чорний пішак · d7 білий пішак · g7 чорний пішак · b6 білий пішак · c6 білий пішак · g6 білий король · h6 білий пішак · b5 білий кінь · e5 чорний слон · g5 чорний пішак · c4 білий пішак · d4 чорний пішак · e4 чорний король · d3 чорний пішак · f3 біла тура · g3 чорний пішак · a2 білий пішак · d2 білий слон · g2 білий пішак | a8 білий ферзь · g8 білий кінь · c7 чорний пішак · d7 білий пішак · g7 чорний пішак · b6 білий пішак · c6 білий пішак · g6 білий король · h6 білий пішак · b5 білий кінь · e5 чорний слон · g5 чорний пішак · c4 білий пішак · d4 чорний пішак · e4 чорний король · d3 чорний пішак · f3 біла тура · g3 чорний пішак · a2 білий пішак · d2 білий слон · g2 білий пішак | a8 білий ферзь · g8 білий кінь · c7 чорний пішак · d7 білий пішак · g7 чорний пішак · b6 білий пішак · c6 білий пішак · g6 білий король · h6 білий пішак · b5 білий кінь · e5 чорний слон · g5 чорний пішак · c4 білий пішак · d4 чорний пішак · e4 чорний король · d3 чорний пішак · f3 біла тура · g3 чорний пішак · a2 білий пішак · d2 білий слон · g2 білий пішак | a8 білий ферзь · g8 білий кінь · c7 чорний пішак · d7 білий пішак · g7 чорний пішак · b6 білий пішак · c6 білий пішак · g6 білий король · h6 білий пішак · b5 білий кінь · e5 чорний слон · g5 чорний пішак · c4 білий пішак · d4 чорний пішак · e4 чорний король · d3 чорний пішак · f3 біла тура · g3 чорний пішак · a2 білий пішак · d2 білий слон · g2 білий пішак | a8 білий ферзь · g8 білий кінь · c7 чорний пішак · d7 білий пішак · g7 чорний пішак · b6 білий пішак · c6 білий пішак · g6 білий король · h6 білий пішак · b5 білий кінь · e5 чорний слон · g5 чорний пішак · c4 білий пішак · d4 чорний пішак · e4 чорний король · d3 чорний пішак · f3 біла тура · g3 чорний пішак · a2 білий пішак · d2 білий слон · g2 білий пішак | 8 |
| 7 | a8 білий ферзь · g8 білий кінь · c7 чорний пішак · d7 білий пішак · g7 чорний пішак · b6 білий пішак · c6 білий пішак · g6 білий король · h6 білий пішак · b5 білий кінь · e5 чорний слон · g5 чорний пішак · c4 білий пішак · d4 чорний пішак · e4 чорний король · d3 чорний пішак · f3 біла тура · g3 чорний пішак · a2 білий пішак · d2 білий слон · g2 білий пішак | a8 білий ферзь · g8 білий кінь · c7 чорний пішак · d7 білий пішак · g7 чорний пішак · b6 білий пішак · c6 білий пішак · g6 білий король · h6 білий пішак · b5 білий кінь · e5 чорний слон · g5 чорний пішак · c4 білий пішак · d4 чорний пішак · e4 чорний король · d3 чорний пішак · f3 біла тура · g3 чорний пішак · a2 білий пішак · d2 білий слон · g2 білий пішак | a8 білий ферзь · g8 білий кінь · c7 чорний пішак · d7 білий пішак · g7 чорний пішак · b6 білий пішак · c6 білий пішак · g6 білий король · h6 білий пішак · b5 білий кінь · e5 чорний слон · g5 чорний пішак · c4 білий пішак · d4 чорний пішак · e4 чорний король · d3 чорний пішак · f3 біла тура · g3 чорний пішак · a2 білий пішак · d2 білий слон · g2 білий пішак | a8 білий ферзь · g8 білий кінь · c7 чорний пішак · d7 білий пішак · g7 чорний пішак · b6 білий пішак · c6 білий пішак · g6 білий король · h6 білий пішак · b5 білий кінь · e5 чорний слон · g5 чорний пішак · c4 білий пішак · d4 чорний пішак · e4 чорний король · d3 чорний пішак · f3 біла тура · g3 чорний пішак · a2 білий пішак · d2 білий слон · g2 білий пішак | a8 білий ферзь · g8 білий кінь · c7 чорний пішак · d7 білий пішак · g7 чорний пішак · b6 білий пішак · c6 білий пішак · g6 білий король · h6 білий пішак · b5 білий кінь · e5 чорний слон · g5 чорний пішак · c4 білий пішак · d4 чорний пішак · e4 чорний король · d3 чорний пішак · f3 біла тура · g3 чорний пішак · a2 білий пішак · d2 білий слон · g2 білий пішак | a8 білий ферзь · g8 білий кінь · c7 чорний пішак · d7 білий пішак · g7 чорний пішак · b6 білий пішак · c6 білий пішак · g6 білий король · h6 білий пішак · b5 білий кінь · e5 чорний слон · g5 чорний пішак · c4 білий пішак · d4 чорний пішак · e4 чорний король · d3 чорний пішак · f3 біла тура · g3 чорний пішак · a2 білий пішак · d2 білий слон · g2 білий пішак | a8 білий ферзь · g8 білий кінь · c7 чорний пішак · d7 білий пішак · g7 чорний пішак · b6 білий пішак · c6 білий пішак · g6 білий король · h6 білий пішак · b5 білий кінь · e5 чорний слон · g5 чорний пішак · c4 білий пішак · d4 чорний пішак · e4 чорний король · d3 чорний пішак · f3 біла тура · g3 чорний пішак · a2 білий пішак · d2 білий слон · g2 білий пішак | a8 білий ферзь · g8 білий кінь · c7 чорний пішак · d7 білий пішак · g7 чорний пішак · b6 білий пішак · c6 білий пішак · g6 білий король · h6 білий пішак · b5 білий кінь · e5 чорний слон · g5 чорний пішак · c4 білий пішак · d4 чорний пішак · e4 чорний король · d3 чорний пішак · f3 біла тура · g3 чорний пішак · a2 білий пішак · d2 білий слон · g2 білий пішак | 7 |
| 6 | a8 білий ферзь · g8 білий кінь · c7 чорний пішак · d7 білий пішак · g7 чорний пішак · b6 білий пішак · c6 білий пішак · g6 білий король · h6 білий пішак · b5 білий кінь · e5 чорний слон · g5 чорний пішак · c4 білий пішак · d4 чорний пішак · e4 чорний король · d3 чорний пішак · f3 біла тура · g3 чорний пішак · a2 білий пішак · d2 білий слон · g2 білий пішак | a8 білий ферзь · g8 білий кінь · c7 чорний пішак · d7 білий пішак · g7 чорний пішак · b6 білий пішак · c6 білий пішак · g6 білий король · h6 білий пішак · b5 білий кінь · e5 чорний слон · g5 чорний пішак · c4 білий пішак · d4 чорний пішак · e4 чорний король · d3 чорний пішак · f3 біла тура · g3 чорний пішак · a2 білий пішак · d2 білий слон · g2 білий пішак | a8 білий ферзь · g8 білий кінь · c7 чорний пішак · d7 білий пішак · g7 чорний пішак · b6 білий пішак · c6 білий пішак · g6 білий король · h6 білий пішак · b5 білий кінь · e5 чорний слон · g5 чорний пішак · c4 білий пішак · d4 чорний пішак · e4 чорний король · d3 чорний пішак · f3 біла тура · g3 чорний пішак · a2 білий пішак · d2 білий слон · g2 білий пішак | a8 білий ферзь · g8 білий кінь · c7 чорний пішак · d7 білий пішак · g7 чорний пішак · b6 білий пішак · c6 білий пішак · g6 білий король · h6 білий пішак · b5 білий кінь · e5 чорний слон · g5 чорний пішак · c4 білий пішак · d4 чорний пішак · e4 чорний король · d3 чорний пішак · f3 біла тура · g3 чорний пішак · a2 білий пішак · d2 білий слон · g2 білий пішак | a8 білий ферзь · g8 білий кінь · c7 чорний пішак · d7 білий пішак · g7 чорний пішак · b6 білий пішак · c6 білий пішак · g6 білий король · h6 білий пішак · b5 білий кінь · e5 чорний слон · g5 чорний пішак · c4 білий пішак · d4 чорний пішак · e4 чорний король · d3 чорний пішак · f3 біла тура · g3 чорний пішак · a2 білий пішак · d2 білий слон · g2 білий пішак | a8 білий ферзь · g8 білий кінь · c7 чорний пішак · d7 білий пішак · g7 чорний пішак · b6 білий пішак · c6 білий пішак · g6 білий король · h6 білий пішак · b5 білий кінь · e5 чорний слон · g5 чорний пішак · c4 білий пішак · d4 чорний пішак · e4 чорний король · d3 чорний пішак · f3 біла тура · g3 чорний пішак · a2 білий пішак · d2 білий слон · g2 білий пішак | a8 білий ферзь · g8 білий кінь · c7 чорний пішак · d7 білий пішак · g7 чорний пішак · b6 білий пішак · c6 білий пішак · g6 білий король · h6 білий пішак · b5 білий кінь · e5 чорний слон · g5 чорний пішак · c4 білий пішак · d4 чорний пішак · e4 чорний король · d3 чорний пішак · f3 біла тура · g3 чорний пішак · a2 білий пішак · d2 білий слон · g2 білий пішак | a8 білий ферзь · g8 білий кінь · c7 чорний пішак · d7 білий пішак · g7 чорний пішак · b6 білий пішак · c6 білий пішак · g6 білий король · h6 білий пішак · b5 білий кінь · e5 чорний слон · g5 чорний пішак · c4 білий пішак · d4 чорний пішак · e4 чорний король · d3 чорний пішак · f3 біла тура · g3 чорний пішак · a2 білий пішак · d2 білий слон · g2 білий пішак | 6 |
| 5 | a8 білий ферзь · g8 білий кінь · c7 чорний пішак · d7 білий пішак · g7 чорний пішак · b6 білий пішак · c6 білий пішак · g6 білий король · h6 білий пішак · b5 білий кінь · e5 чорний слон · g5 чорний пішак · c4 білий пішак · d4 чорний пішак · e4 чорний король · d3 чорний пішак · f3 біла тура · g3 чорний пішак · a2 білий пішак · d2 білий слон · g2 білий пішак | a8 білий ферзь · g8 білий кінь · c7 чорний пішак · d7 білий пішак · g7 чорний пішак · b6 білий пішак · c6 білий пішак · g6 білий король · h6 білий пішак · b5 білий кінь · e5 чорний слон · g5 чорний пішак · c4 білий пішак · d4 чорний пішак · e4 чорний король · d3 чорний пішак · f3 біла тура · g3 чорний пішак · a2 білий пішак · d2 білий слон · g2 білий пішак | a8 білий ферзь · g8 білий кінь · c7 чорний пішак · d7 білий пішак · g7 чорний пішак · b6 білий пішак · c6 білий пішак · g6 білий король · h6 білий пішак · b5 білий кінь · e5 чорний слон · g5 чорний пішак · c4 білий пішак · d4 чорний пішак · e4 чорний король · d3 чорний пішак · f3 біла тура · g3 чорний пішак · a2 білий пішак · d2 білий слон · g2 білий пішак | a8 білий ферзь · g8 білий кінь · c7 чорний пішак · d7 білий пішак · g7 чорний пішак · b6 білий пішак · c6 білий пішак · g6 білий король · h6 білий пішак · b5 білий кінь · e5 чорний слон · g5 чорний пішак · c4 білий пішак · d4 чорний пішак · e4 чорний король · d3 чорний пішак · f3 біла тура · g3 чорний пішак · a2 білий пішак · d2 білий слон · g2 білий пішак | a8 білий ферзь · g8 білий кінь · c7 чорний пішак · d7 білий пішак · g7 чорний пішак · b6 білий пішак · c6 білий пішак · g6 білий король · h6 білий пішак · b5 білий кінь · e5 чорний слон · g5 чорний пішак · c4 білий пішак · d4 чорний пішак · e4 чорний король · d3 чорний пішак · f3 біла тура · g3 чорний пішак · a2 білий пішак · d2 білий слон · g2 білий пішак | a8 білий ферзь · g8 білий кінь · c7 чорний пішак · d7 білий пішак · g7 чорний пішак · b6 білий пішак · c6 білий пішак · g6 білий король · h6 білий пішак · b5 білий кінь · e5 чорний слон · g5 чорний пішак · c4 білий пішак · d4 чорний пішак · e4 чорний король · d3 чорний пішак · f3 біла тура · g3 чорний пішак · a2 білий пішак · d2 білий слон · g2 білий пішак | a8 білий ферзь · g8 білий кінь · c7 чорний пішак · d7 білий пішак · g7 чорний пішак · b6 білий пішак · c6 білий пішак · g6 білий король · h6 білий пішак · b5 білий кінь · e5 чорний слон · g5 чорний пішак · c4 білий пішак · d4 чорний пішак · e4 чорний король · d3 чорний пішак · f3 біла тура · g3 чорний пішак · a2 білий пішак · d2 білий слон · g2 білий пішак | a8 білий ферзь · g8 білий кінь · c7 чорний пішак · d7 білий пішак · g7 чорний пішак · b6 білий пішак · c6 білий пішак · g6 білий король · h6 білий пішак · b5 білий кінь · e5 чорний слон · g5 чорний пішак · c4 білий пішак · d4 чорний пішак · e4 чорний король · d3 чорний пішак · f3 біла тура · g3 чорний пішак · a2 білий пішак · d2 білий слон · g2 білий пішак | 5 |
| 4 | a8 білий ферзь · g8 білий кінь · c7 чорний пішак · d7 білий пішак · g7 чорний пішак · b6 білий пішак · c6 білий пішак · g6 білий король · h6 білий пішак · b5 білий кінь · e5 чорний слон · g5 чорний пішак · c4 білий пішак · d4 чорний пішак · e4 чорний король · d3 чорний пішак · f3 біла тура · g3 чорний пішак · a2 білий пішак · d2 білий слон · g2 білий пішак | a8 білий ферзь · g8 білий кінь · c7 чорний пішак · d7 білий пішак · g7 чорний пішак · b6 білий пішак · c6 білий пішак · g6 білий король · h6 білий пішак · b5 білий кінь · e5 чорний слон · g5 чорний пішак · c4 білий пішак · d4 чорний пішак · e4 чорний король · d3 чорний пішак · f3 біла тура · g3 чорний пішак · a2 білий пішак · d2 білий слон · g2 білий пішак | a8 білий ферзь · g8 білий кінь · c7 чорний пішак · d7 білий пішак · g7 чорний пішак · b6 білий пішак · c6 білий пішак · g6 білий король · h6 білий пішак · b5 білий кінь · e5 чорний слон · g5 чорний пішак · c4 білий пішак · d4 чорний пішак · e4 чорний король · d3 чорний пішак · f3 біла тура · g3 чорний пішак · a2 білий пішак · d2 білий слон · g2 білий пішак | a8 білий ферзь · g8 білий кінь · c7 чорний пішак · d7 білий пішак · g7 чорний пішак · b6 білий пішак · c6 білий пішак · g6 білий король · h6 білий пішак · b5 білий кінь · e5 чорний слон · g5 чорний пішак · c4 білий пішак · d4 чорний пішак · e4 чорний король · d3 чорний пішак · f3 біла тура · g3 чорний пішак · a2 білий пішак · d2 білий слон · g2 білий пішак | a8 білий ферзь · g8 білий кінь · c7 чорний пішак · d7 білий пішак · g7 чорний пішак · b6 білий пішак · c6 білий пішак · g6 білий король · h6 білий пішак · b5 білий кінь · e5 чорний слон · g5 чорний пішак · c4 білий пішак · d4 чорний пішак · e4 чорний король · d3 чорний пішак · f3 біла тура · g3 чорний пішак · a2 білий пішак · d2 білий слон · g2 білий пішак | a8 білий ферзь · g8 білий кінь · c7 чорний пішак · d7 білий пішак · g7 чорний пішак · b6 білий пішак · c6 білий пішак · g6 білий король · h6 білий пішак · b5 білий кінь · e5 чорний слон · g5 чорний пішак · c4 білий пішак · d4 чорний пішак · e4 чорний король · d3 чорний пішак · f3 біла тура · g3 чорний пішак · a2 білий пішак · d2 білий слон · g2 білий пішак | a8 білий ферзь · g8 білий кінь · c7 чорний пішак · d7 білий пішак · g7 чорний пішак · b6 білий пішак · c6 білий пішак · g6 білий король · h6 білий пішак · b5 білий кінь · e5 чорний слон · g5 чорний пішак · c4 білий пішак · d4 чорний пішак · e4 чорний король · d3 чорний пішак · f3 біла тура · g3 чорний пішак · a2 білий пішак · d2 білий слон · g2 білий пішак | a8 білий ферзь · g8 білий кінь · c7 чорний пішак · d7 білий пішак · g7 чорний пішак · b6 білий пішак · c6 білий пішак · g6 білий король · h6 білий пішак · b5 білий кінь · e5 чорний слон · g5 чорний пішак · c4 білий пішак · d4 чорний пішак · e4 чорний король · d3 чорний пішак · f3 біла тура · g3 чорний пішак · a2 білий пішак · d2 білий слон · g2 білий пішак | 4 |
| 3 | a8 білий ферзь · g8 білий кінь · c7 чорний пішак · d7 білий пішак · g7 чорний пішак · b6 білий пішак · c6 білий пішак · g6 білий король · h6 білий пішак · b5 білий кінь · e5 чорний слон · g5 чорний пішак · c4 білий пішак · d4 чорний пішак · e4 чорний король · d3 чорний пішак · f3 біла тура · g3 чорний пішак · a2 білий пішак · d2 білий слон · g2 білий пішак | a8 білий ферзь · g8 білий кінь · c7 чорний пішак · d7 білий пішак · g7 чорний пішак · b6 білий пішак · c6 білий пішак · g6 білий король · h6 білий пішак · b5 білий кінь · e5 чорний слон · g5 чорний пішак · c4 білий пішак · d4 чорний пішак · e4 чорний король · d3 чорний пішак · f3 біла тура · g3 чорний пішак · a2 білий пішак · d2 білий слон · g2 білий пішак | a8 білий ферзь · g8 білий кінь · c7 чорний пішак · d7 білий пішак · g7 чорний пішак · b6 білий пішак · c6 білий пішак · g6 білий король · h6 білий пішак · b5 білий кінь · e5 чорний слон · g5 чорний пішак · c4 білий пішак · d4 чорний пішак · e4 чорний король · d3 чорний пішак · f3 біла тура · g3 чорний пішак · a2 білий пішак · d2 білий слон · g2 білий пішак | a8 білий ферзь · g8 білий кінь · c7 чорний пішак · d7 білий пішак · g7 чорний пішак · b6 білий пішак · c6 білий пішак · g6 білий король · h6 білий пішак · b5 білий кінь · e5 чорний слон · g5 чорний пішак · c4 білий пішак · d4 чорний пішак · e4 чорний король · d3 чорний пішак · f3 біла тура · g3 чорний пішак · a2 білий пішак · d2 білий слон · g2 білий пішак | a8 білий ферзь · g8 білий кінь · c7 чорний пішак · d7 білий пішак · g7 чорний пішак · b6 білий пішак · c6 білий пішак · g6 білий король · h6 білий пішак · b5 білий кінь · e5 чорний слон · g5 чорний пішак · c4 білий пішак · d4 чорний пішак · e4 чорний король · d3 чорний пішак · f3 біла тура · g3 чорний пішак · a2 білий пішак · d2 білий слон · g2 білий пішак | a8 білий ферзь · g8 білий кінь · c7 чорний пішак · d7 білий пішак · g7 чорний пішак · b6 білий пішак · c6 білий пішак · g6 білий король · h6 білий пішак · b5 білий кінь · e5 чорний слон · g5 чорний пішак · c4 білий пішак · d4 чорний пішак · e4 чорний король · d3 чорний пішак · f3 біла тура · g3 чорний пішак · a2 білий пішак · d2 білий слон · g2 білий пішак | a8 білий ферзь · g8 білий кінь · c7 чорний пішак · d7 білий пішак · g7 чорний пішак · b6 білий пішак · c6 білий пішак · g6 білий король · h6 білий пішак · b5 білий кінь · e5 чорний слон · g5 чорний пішак · c4 білий пішак · d4 чорний пішак · e4 чорний король · d3 чорний пішак · f3 біла тура · g3 чорний пішак · a2 білий пішак · d2 білий слон · g2 білий пішак | a8 білий ферзь · g8 білий кінь · c7 чорний пішак · d7 білий пішак · g7 чорний пішак · b6 білий пішак · c6 білий пішак · g6 білий король · h6 білий пішак · b5 білий кінь · e5 чорний слон · g5 чорний пішак · c4 білий пішак · d4 чорний пішак · e4 чорний король · d3 чорний пішак · f3 біла тура · g3 чорний пішак · a2 білий пішак · d2 білий слон · g2 білий пішак | 3 |
| 2 | a8 білий ферзь · g8 білий кінь · c7 чорний пішак · d7 білий пішак · g7 чорний пішак · b6 білий пішак · c6 білий пішак · g6 білий король · h6 білий пішак · b5 білий кінь · e5 чорний слон · g5 чорний пішак · c4 білий пішак · d4 чорний пішак · e4 чорний король · d3 чорний пішак · f3 біла тура · g3 чорний пішак · a2 білий пішак · d2 білий слон · g2 білий пішак | a8 білий ферзь · g8 білий кінь · c7 чорний пішак · d7 білий пішак · g7 чорний пішак · b6 білий пішак · c6 білий пішак · g6 білий король · h6 білий пішак · b5 білий кінь · e5 чорний слон · g5 чорний пішак · c4 білий пішак · d4 чорний пішак · e4 чорний король · d3 чорний пішак · f3 біла тура · g3 чорний пішак · a2 білий пішак · d2 білий слон · g2 білий пішак | a8 білий ферзь · g8 білий кінь · c7 чорний пішак · d7 білий пішак · g7 чорний пішак · b6 білий пішак · c6 білий пішак · g6 білий король · h6 білий пішак · b5 білий кінь · e5 чорний слон · g5 чорний пішак · c4 білий пішак · d4 чорний пішак · e4 чорний король · d3 чорний пішак · f3 біла тура · g3 чорний пішак · a2 білий пішак · d2 білий слон · g2 білий пішак | a8 білий ферзь · g8 білий кінь · c7 чорний пішак · d7 білий пішак · g7 чорний пішак · b6 білий пішак · c6 білий пішак · g6 білий король · h6 білий пішак · b5 білий кінь · e5 чорний слон · g5 чорний пішак · c4 білий пішак · d4 чорний пішак · e4 чорний король · d3 чорний пішак · f3 біла тура · g3 чорний пішак · a2 білий пішак · d2 білий слон · g2 білий пішак | a8 білий ферзь · g8 білий кінь · c7 чорний пішак · d7 білий пішак · g7 чорний пішак · b6 білий пішак · c6 білий пішак · g6 білий король · h6 білий пішак · b5 білий кінь · e5 чорний слон · g5 чорний пішак · c4 білий пішак · d4 чорний пішак · e4 чорний король · d3 чорний пішак · f3 біла тура · g3 чорний пішак · a2 білий пішак · d2 білий слон · g2 білий пішак | a8 білий ферзь · g8 білий кінь · c7 чорний пішак · d7 білий пішак · g7 чорний пішак · b6 білий пішак · c6 білий пішак · g6 білий король · h6 білий пішак · b5 білий кінь · e5 чорний слон · g5 чорний пішак · c4 білий пішак · d4 чорний пішак · e4 чорний король · d3 чорний пішак · f3 біла тура · g3 чорний пішак · a2 білий пішак · d2 білий слон · g2 білий пішак | a8 білий ферзь · g8 білий кінь · c7 чорний пішак · d7 білий пішак · g7 чорний пішак · b6 білий пішак · c6 білий пішак · g6 білий король · h6 білий пішак · b5 білий кінь · e5 чорний слон · g5 чорний пішак · c4 білий пішак · d4 чорний пішак · e4 чорний король · d3 чорний пішак · f3 біла тура · g3 чорний пішак · a2 білий пішак · d2 білий слон · g2 білий пішак | a8 білий ферзь · g8 білий кінь · c7 чорний пішак · d7 білий пішак · g7 чорний пішак · b6 білий пішак · c6 білий пішак · g6 білий король · h6 білий пішак · b5 білий кінь · e5 чорний слон · g5 чорний пішак · c4 білий пішак · d4 чорний пішак · e4 чорний король · d3 чорний пішак · f3 біла тура · g3 чорний пішак · a2 білий пішак · d2 білий слон · g2 білий пішак | 2 |
| 1 | a8 білий ферзь · g8 білий кінь · c7 чорний пішак · d7 білий пішак · g7 чорний пішак · b6 білий пішак · c6 білий пішак · g6 білий король · h6 білий пішак · b5 білий кінь · e5 чорний слон · g5 чорний пішак · c4 білий пішак · d4 чорний пішак · e4 чорний король · d3 чорний пішак · f3 біла тура · g3 чорний пішак · a2 білий пішак · d2 білий слон · g2 білий пішак | a8 білий ферзь · g8 білий кінь · c7 чорний пішак · d7 білий пішак · g7 чорний пішак · b6 білий пішак · c6 білий пішак · g6 білий король · h6 білий пішак · b5 білий кінь · e5 чорний слон · g5 чорний пішак · c4 білий пішак · d4 чорний пішак · e4 чорний король · d3 чорний пішак · f3 біла тура · g3 чорний пішак · a2 білий пішак · d2 білий слон · g2 білий пішак | a8 білий ферзь · g8 білий кінь · c7 чорний пішак · d7 білий пішак · g7 чорний пішак · b6 білий пішак · c6 білий пішак · g6 білий король · h6 білий пішак · b5 білий кінь · e5 чорний слон · g5 чорний пішак · c4 білий пішак · d4 чорний пішак · e4 чорний король · d3 чорний пішак · f3 біла тура · g3 чорний пішак · a2 білий пішак · d2 білий слон · g2 білий пішак | a8 білий ферзь · g8 білий кінь · c7 чорний пішак · d7 білий пішак · g7 чорний пішак · b6 білий пішак · c6 білий пішак · g6 білий король · h6 білий пішак · b5 білий кінь · e5 чорний слон · g5 чорний пішак · c4 білий пішак · d4 чорний пішак · e4 чорний король · d3 чорний пішак · f3 біла тура · g3 чорний пішак · a2 білий пішак · d2 білий слон · g2 білий пішак | a8 білий ферзь · g8 білий кінь · c7 чорний пішак · d7 білий пішак · g7 чорний пішак · b6 білий пішак · c6 білий пішак · g6 білий король · h6 білий пішак · b5 білий кінь · e5 чорний слон · g5 чорний пішак · c4 білий пішак · d4 чорний пішак · e4 чорний король · d3 чорний пішак · f3 біла тура · g3 чорний пішак · a2 білий пішак · d2 білий слон · g2 білий пішак | a8 білий ферзь · g8 білий кінь · c7 чорний пішак · d7 білий пішак · g7 чорний пішак · b6 білий пішак · c6 білий пішак · g6 білий король · h6 білий пішак · b5 білий кінь · e5 чорний слон · g5 чорний пішак · c4 білий пішак · d4 чорний пішак · e4 чорний король · d3 чорний пішак · f3 біла тура · g3 чорний пішак · a2 білий пішак · d2 білий слон · g2 білий пішак | a8 білий ферзь · g8 білий кінь · c7 чорний пішак · d7 білий пішак · g7 чорний пішак · b6 білий пішак · c6 білий пішак · g6 білий король · h6 білий пішак · b5 білий кінь · e5 чорний слон · g5 чорний пішак · c4 білий пішак · d4 чорний пішак · e4 чорний король · d3 чорний пішак · f3 біла тура · g3 чорний пішак · a2 білий пішак · d2 білий слон · g2 білий пішак | a8 білий ферзь · g8 білий кінь · c7 чорний пішак · d7 білий пішак · g7 чорний пішак · b6 білий пішак · c6 білий пішак · g6 білий король · h6 білий пішак · b5 білий кінь · e5 чорний слон · g5 чорний пішак · c4 білий пішак · d4 чорний пішак · e4 чорний король · d3 чорний пішак · f3 біла тура · g3 чорний пішак · a2 білий пішак · d2 білий слон · g2 білий пішак | 1 |
|   | a | b | c | d | e | f | g | h |   |

1. ... cb 2. c7#
1. d8D? ~ 2. Dd5#, 1. ... Ld6!
1. Df8?  ~ 2. Df5#, 1. ... Lf6!
1. Tf1?  ~ 2. Te1#, 1. ... Lf4!
1. Da3? ~ 2. D:d3#, 1. ... Ld6, Lf6, Lf4!
1. De8! ~ Zz
1. ... cb 2. Sd6#
1. ... gh 2. Sf6#
1. ... g4 2. Tf4#
Завдяки хибному сліду 1. Da3?, виражено синтез з темою-1 Залокоцького — Мітюшина.
|   | a | b | c | d | e | f | g | h |   |
| 8 | a8 білий слон · b8 білий слон · c7 чорний пішак · f7 білий кінь · e5 чорний пішак · f5 білий пішак · h5 чорний кінь · d4 чорний пішак · f4 чорний король · g4 білий пішак · h4 білий король · a3 чорна тура · e3 чорний пішак · f3 білий пішак · c2 чорна тура · g2 білий пішак · a1 чорний слон · c1 білий кінь · f1 білий ферзь | a8 білий слон · b8 білий слон · c7 чорний пішак · f7 білий кінь · e5 чорний пішак · f5 білий пішак · h5 чорний кінь · d4 чорний пішак · f4 чорний король · g4 білий пішак · h4 білий король · a3 чорна тура · e3 чорний пішак · f3 білий пішак · c2 чорна тура · g2 білий пішак · a1 чорний слон · c1 білий кінь · f1 білий ферзь | a8 білий слон · b8 білий слон · c7 чорний пішак · f7 білий кінь · e5 чорний пішак · f5 білий пішак · h5 чорний кінь · d4 чорний пішак · f4 чорний король · g4 білий пішак · h4 білий король · a3 чорна тура · e3 чорний пішак · f3 білий пішак · c2 чорна тура · g2 білий пішак · a1 чорний слон · c1 білий кінь · f1 білий ферзь | a8 білий слон · b8 білий слон · c7 чорний пішак · f7 білий кінь · e5 чорний пішак · f5 білий пішак · h5 чорний кінь · d4 чорний пішак · f4 чорний король · g4 білий пішак · h4 білий король · a3 чорна тура · e3 чорний пішак · f3 білий пішак · c2 чорна тура · g2 білий пішак · a1 чорний слон · c1 білий кінь · f1 білий ферзь | a8 білий слон · b8 білий слон · c7 чорний пішак · f7 білий кінь · e5 чорний пішак · f5 білий пішак · h5 чорний кінь · d4 чорний пішак · f4 чорний король · g4 білий пішак · h4 білий король · a3 чорна тура · e3 чорний пішак · f3 білий пішак · c2 чорна тура · g2 білий пішак · a1 чорний слон · c1 білий кінь · f1 білий ферзь | a8 білий слон · b8 білий слон · c7 чорний пішак · f7 білий кінь · e5 чорний пішак · f5 білий пішак · h5 чорний кінь · d4 чорний пішак · f4 чорний король · g4 білий пішак · h4 білий король · a3 чорна тура · e3 чорний пішак · f3 білий пішак · c2 чорна тура · g2 білий пішак · a1 чорний слон · c1 білий кінь · f1 білий ферзь | a8 білий слон · b8 білий слон · c7 чорний пішак · f7 білий кінь · e5 чорний пішак · f5 білий пішак · h5 чорний кінь · d4 чорний пішак · f4 чорний король · g4 білий пішак · h4 білий король · a3 чорна тура · e3 чорний пішак · f3 білий пішак · c2 чорна тура · g2 білий пішак · a1 чорний слон · c1 білий кінь · f1 білий ферзь | a8 білий слон · b8 білий слон · c7 чорний пішак · f7 білий кінь · e5 чорний пішак · f5 білий пішак · h5 чорний кінь · d4 чорний пішак · f4 чорний король · g4 білий пішак · h4 білий король · a3 чорна тура · e3 чорний пішак · f3 білий пішак · c2 чорна тура · g2 білий пішак · a1 чорний слон · c1 білий кінь · f1 білий ферзь | 8 |
| 7 | a8 білий слон · b8 білий слон · c7 чорний пішак · f7 білий кінь · e5 чорний пішак · f5 білий пішак · h5 чорний кінь · d4 чорний пішак · f4 чорний король · g4 білий пішак · h4 білий король · a3 чорна тура · e3 чорний пішак · f3 білий пішак · c2 чорна тура · g2 білий пішак · a1 чорний слон · c1 білий кінь · f1 білий ферзь | a8 білий слон · b8 білий слон · c7 чорний пішак · f7 білий кінь · e5 чорний пішак · f5 білий пішак · h5 чорний кінь · d4 чорний пішак · f4 чорний король · g4 білий пішак · h4 білий король · a3 чорна тура · e3 чорний пішак · f3 білий пішак · c2 чорна тура · g2 білий пішак · a1 чорний слон · c1 білий кінь · f1 білий ферзь | a8 білий слон · b8 білий слон · c7 чорний пішак · f7 білий кінь · e5 чорний пішак · f5 білий пішак · h5 чорний кінь · d4 чорний пішак · f4 чорний король · g4 білий пішак · h4 білий король · a3 чорна тура · e3 чорний пішак · f3 білий пішак · c2 чорна тура · g2 білий пішак · a1 чорний слон · c1 білий кінь · f1 білий ферзь | a8 білий слон · b8 білий слон · c7 чорний пішак · f7 білий кінь · e5 чорний пішак · f5 білий пішак · h5 чорний кінь · d4 чорний пішак · f4 чорний король · g4 білий пішак · h4 білий король · a3 чорна тура · e3 чорний пішак · f3 білий пішак · c2 чорна тура · g2 білий пішак · a1 чорний слон · c1 білий кінь · f1 білий ферзь | a8 білий слон · b8 білий слон · c7 чорний пішак · f7 білий кінь · e5 чорний пішак · f5 білий пішак · h5 чорний кінь · d4 чорний пішак · f4 чорний король · g4 білий пішак · h4 білий король · a3 чорна тура · e3 чорний пішак · f3 білий пішак · c2 чорна тура · g2 білий пішак · a1 чорний слон · c1 білий кінь · f1 білий ферзь | a8 білий слон · b8 білий слон · c7 чорний пішак · f7 білий кінь · e5 чорний пішак · f5 білий пішак · h5 чорний кінь · d4 чорний пішак · f4 чорний король · g4 білий пішак · h4 білий король · a3 чорна тура · e3 чорний пішак · f3 білий пішак · c2 чорна тура · g2 білий пішак · a1 чорний слон · c1 білий кінь · f1 білий ферзь | a8 білий слон · b8 білий слон · c7 чорний пішак · f7 білий кінь · e5 чорний пішак · f5 білий пішак · h5 чорний кінь · d4 чорний пішак · f4 чорний король · g4 білий пішак · h4 білий король · a3 чорна тура · e3 чорний пішак · f3 білий пішак · c2 чорна тура · g2 білий пішак · a1 чорний слон · c1 білий кінь · f1 білий ферзь | a8 білий слон · b8 білий слон · c7 чорний пішак · f7 білий кінь · e5 чорний пішак · f5 білий пішак · h5 чорний кінь · d4 чорний пішак · f4 чорний король · g4 білий пішак · h4 білий король · a3 чорна тура · e3 чорний пішак · f3 білий пішак · c2 чорна тура · g2 білий пішак · a1 чорний слон · c1 білий кінь · f1 білий ферзь | 7 |
| 6 | a8 білий слон · b8 білий слон · c7 чорний пішак · f7 білий кінь · e5 чорний пішак · f5 білий пішак · h5 чорний кінь · d4 чорний пішак · f4 чорний король · g4 білий пішак · h4 білий король · a3 чорна тура · e3 чорний пішак · f3 білий пішак · c2 чорна тура · g2 білий пішак · a1 чорний слон · c1 білий кінь · f1 білий ферзь | a8 білий слон · b8 білий слон · c7 чорний пішак · f7 білий кінь · e5 чорний пішак · f5 білий пішак · h5 чорний кінь · d4 чорний пішак · f4 чорний король · g4 білий пішак · h4 білий король · a3 чорна тура · e3 чорний пішак · f3 білий пішак · c2 чорна тура · g2 білий пішак · a1 чорний слон · c1 білий кінь · f1 білий ферзь | a8 білий слон · b8 білий слон · c7 чорний пішак · f7 білий кінь · e5 чорний пішак · f5 білий пішак · h5 чорний кінь · d4 чорний пішак · f4 чорний король · g4 білий пішак · h4 білий король · a3 чорна тура · e3 чорний пішак · f3 білий пішак · c2 чорна тура · g2 білий пішак · a1 чорний слон · c1 білий кінь · f1 білий ферзь | a8 білий слон · b8 білий слон · c7 чорний пішак · f7 білий кінь · e5 чорний пішак · f5 білий пішак · h5 чорний кінь · d4 чорний пішак · f4 чорний король · g4 білий пішак · h4 білий король · a3 чорна тура · e3 чорний пішак · f3 білий пішак · c2 чорна тура · g2 білий пішак · a1 чорний слон · c1 білий кінь · f1 білий ферзь | a8 білий слон · b8 білий слон · c7 чорний пішак · f7 білий кінь · e5 чорний пішак · f5 білий пішак · h5 чорний кінь · d4 чорний пішак · f4 чорний король · g4 білий пішак · h4 білий король · a3 чорна тура · e3 чорний пішак · f3 білий пішак · c2 чорна тура · g2 білий пішак · a1 чорний слон · c1 білий кінь · f1 білий ферзь | a8 білий слон · b8 білий слон · c7 чорний пішак · f7 білий кінь · e5 чорний пішак · f5 білий пішак · h5 чорний кінь · d4 чорний пішак · f4 чорний король · g4 білий пішак · h4 білий король · a3 чорна тура · e3 чорний пішак · f3 білий пішак · c2 чорна тура · g2 білий пішак · a1 чорний слон · c1 білий кінь · f1 білий ферзь | a8 білий слон · b8 білий слон · c7 чорний пішак · f7 білий кінь · e5 чорний пішак · f5 білий пішак · h5 чорний кінь · d4 чорний пішак · f4 чорний король · g4 білий пішак · h4 білий король · a3 чорна тура · e3 чорний пішак · f3 білий пішак · c2 чорна тура · g2 білий пішак · a1 чорний слон · c1 білий кінь · f1 білий ферзь | a8 білий слон · b8 білий слон · c7 чорний пішак · f7 білий кінь · e5 чорний пішак · f5 білий пішак · h5 чорний кінь · d4 чорний пішак · f4 чорний король · g4 білий пішак · h4 білий король · a3 чорна тура · e3 чорний пішак · f3 білий пішак · c2 чорна тура · g2 білий пішак · a1 чорний слон · c1 білий кінь · f1 білий ферзь | 6 |
| 5 | a8 білий слон · b8 білий слон · c7 чорний пішак · f7 білий кінь · e5 чорний пішак · f5 білий пішак · h5 чорний кінь · d4 чорний пішак · f4 чорний король · g4 білий пішак · h4 білий король · a3 чорна тура · e3 чорний пішак · f3 білий пішак · c2 чорна тура · g2 білий пішак · a1 чорний слон · c1 білий кінь · f1 білий ферзь | a8 білий слон · b8 білий слон · c7 чорний пішак · f7 білий кінь · e5 чорний пішак · f5 білий пішак · h5 чорний кінь · d4 чорний пішак · f4 чорний король · g4 білий пішак · h4 білий король · a3 чорна тура · e3 чорний пішак · f3 білий пішак · c2 чорна тура · g2 білий пішак · a1 чорний слон · c1 білий кінь · f1 білий ферзь | a8 білий слон · b8 білий слон · c7 чорний пішак · f7 білий кінь · e5 чорний пішак · f5 білий пішак · h5 чорний кінь · d4 чорний пішак · f4 чорний король · g4 білий пішак · h4 білий король · a3 чорна тура · e3 чорний пішак · f3 білий пішак · c2 чорна тура · g2 білий пішак · a1 чорний слон · c1 білий кінь · f1 білий ферзь | a8 білий слон · b8 білий слон · c7 чорний пішак · f7 білий кінь · e5 чорний пішак · f5 білий пішак · h5 чорний кінь · d4 чорний пішак · f4 чорний король · g4 білий пішак · h4 білий король · a3 чорна тура · e3 чорний пішак · f3 білий пішак · c2 чорна тура · g2 білий пішак · a1 чорний слон · c1 білий кінь · f1 білий ферзь | a8 білий слон · b8 білий слон · c7 чорний пішак · f7 білий кінь · e5 чорний пішак · f5 білий пішак · h5 чорний кінь · d4 чорний пішак · f4 чорний король · g4 білий пішак · h4 білий король · a3 чорна тура · e3 чорний пішак · f3 білий пішак · c2 чорна тура · g2 білий пішак · a1 чорний слон · c1 білий кінь · f1 білий ферзь | a8 білий слон · b8 білий слон · c7 чорний пішак · f7 білий кінь · e5 чорний пішак · f5 білий пішак · h5 чорний кінь · d4 чорний пішак · f4 чорний король · g4 білий пішак · h4 білий король · a3 чорна тура · e3 чорний пішак · f3 білий пішак · c2 чорна тура · g2 білий пішак · a1 чорний слон · c1 білий кінь · f1 білий ферзь | a8 білий слон · b8 білий слон · c7 чорний пішак · f7 білий кінь · e5 чорний пішак · f5 білий пішак · h5 чорний кінь · d4 чорний пішак · f4 чорний король · g4 білий пішак · h4 білий король · a3 чорна тура · e3 чорний пішак · f3 білий пішак · c2 чорна тура · g2 білий пішак · a1 чорний слон · c1 білий кінь · f1 білий ферзь | a8 білий слон · b8 білий слон · c7 чорний пішак · f7 білий кінь · e5 чорний пішак · f5 білий пішак · h5 чорний кінь · d4 чорний пішак · f4 чорний король · g4 білий пішак · h4 білий король · a3 чорна тура · e3 чорний пішак · f3 білий пішак · c2 чорна тура · g2 білий пішак · a1 чорний слон · c1 білий кінь · f1 білий ферзь | 5 |
| 4 | a8 білий слон · b8 білий слон · c7 чорний пішак · f7 білий кінь · e5 чорний пішак · f5 білий пішак · h5 чорний кінь · d4 чорний пішак · f4 чорний король · g4 білий пішак · h4 білий король · a3 чорна тура · e3 чорний пішак · f3 білий пішак · c2 чорна тура · g2 білий пішак · a1 чорний слон · c1 білий кінь · f1 білий ферзь | a8 білий слон · b8 білий слон · c7 чорний пішак · f7 білий кінь · e5 чорний пішак · f5 білий пішак · h5 чорний кінь · d4 чорний пішак · f4 чорний король · g4 білий пішак · h4 білий король · a3 чорна тура · e3 чорний пішак · f3 білий пішак · c2 чорна тура · g2 білий пішак · a1 чорний слон · c1 білий кінь · f1 білий ферзь | a8 білий слон · b8 білий слон · c7 чорний пішак · f7 білий кінь · e5 чорний пішак · f5 білий пішак · h5 чорний кінь · d4 чорний пішак · f4 чорний король · g4 білий пішак · h4 білий король · a3 чорна тура · e3 чорний пішак · f3 білий пішак · c2 чорна тура · g2 білий пішак · a1 чорний слон · c1 білий кінь · f1 білий ферзь | a8 білий слон · b8 білий слон · c7 чорний пішак · f7 білий кінь · e5 чорний пішак · f5 білий пішак · h5 чорний кінь · d4 чорний пішак · f4 чорний король · g4 білий пішак · h4 білий король · a3 чорна тура · e3 чорний пішак · f3 білий пішак · c2 чорна тура · g2 білий пішак · a1 чорний слон · c1 білий кінь · f1 білий ферзь | a8 білий слон · b8 білий слон · c7 чорний пішак · f7 білий кінь · e5 чорний пішак · f5 білий пішак · h5 чорний кінь · d4 чорний пішак · f4 чорний король · g4 білий пішак · h4 білий король · a3 чорна тура · e3 чорний пішак · f3 білий пішак · c2 чорна тура · g2 білий пішак · a1 чорний слон · c1 білий кінь · f1 білий ферзь | a8 білий слон · b8 білий слон · c7 чорний пішак · f7 білий кінь · e5 чорний пішак · f5 білий пішак · h5 чорний кінь · d4 чорний пішак · f4 чорний король · g4 білий пішак · h4 білий король · a3 чорна тура · e3 чорний пішак · f3 білий пішак · c2 чорна тура · g2 білий пішак · a1 чорний слон · c1 білий кінь · f1 білий ферзь | a8 білий слон · b8 білий слон · c7 чорний пішак · f7 білий кінь · e5 чорний пішак · f5 білий пішак · h5 чорний кінь · d4 чорний пішак · f4 чорний король · g4 білий пішак · h4 білий король · a3 чорна тура · e3 чорний пішак · f3 білий пішак · c2 чорна тура · g2 білий пішак · a1 чорний слон · c1 білий кінь · f1 білий ферзь | a8 білий слон · b8 білий слон · c7 чорний пішак · f7 білий кінь · e5 чорний пішак · f5 білий пішак · h5 чорний кінь · d4 чорний пішак · f4 чорний король · g4 білий пішак · h4 білий король · a3 чорна тура · e3 чорний пішак · f3 білий пішак · c2 чорна тура · g2 білий пішак · a1 чорний слон · c1 білий кінь · f1 білий ферзь | 4 |
| 3 | a8 білий слон · b8 білий слон · c7 чорний пішак · f7 білий кінь · e5 чорний пішак · f5 білий пішак · h5 чорний кінь · d4 чорний пішак · f4 чорний король · g4 білий пішак · h4 білий король · a3 чорна тура · e3 чорний пішак · f3 білий пішак · c2 чорна тура · g2 білий пішак · a1 чорний слон · c1 білий кінь · f1 білий ферзь | a8 білий слон · b8 білий слон · c7 чорний пішак · f7 білий кінь · e5 чорний пішак · f5 білий пішак · h5 чорний кінь · d4 чорний пішак · f4 чорний король · g4 білий пішак · h4 білий король · a3 чорна тура · e3 чорний пішак · f3 білий пішак · c2 чорна тура · g2 білий пішак · a1 чорний слон · c1 білий кінь · f1 білий ферзь | a8 білий слон · b8 білий слон · c7 чорний пішак · f7 білий кінь · e5 чорний пішак · f5 білий пішак · h5 чорний кінь · d4 чорний пішак · f4 чорний король · g4 білий пішак · h4 білий король · a3 чорна тура · e3 чорний пішак · f3 білий пішак · c2 чорна тура · g2 білий пішак · a1 чорний слон · c1 білий кінь · f1 білий ферзь | a8 білий слон · b8 білий слон · c7 чорний пішак · f7 білий кінь · e5 чорний пішак · f5 білий пішак · h5 чорний кінь · d4 чорний пішак · f4 чорний король · g4 білий пішак · h4 білий король · a3 чорна тура · e3 чорний пішак · f3 білий пішак · c2 чорна тура · g2 білий пішак · a1 чорний слон · c1 білий кінь · f1 білий ферзь | a8 білий слон · b8 білий слон · c7 чорний пішак · f7 білий кінь · e5 чорний пішак · f5 білий пішак · h5 чорний кінь · d4 чорний пішак · f4 чорний король · g4 білий пішак · h4 білий король · a3 чорна тура · e3 чорний пішак · f3 білий пішак · c2 чорна тура · g2 білий пішак · a1 чорний слон · c1 білий кінь · f1 білий ферзь | a8 білий слон · b8 білий слон · c7 чорний пішак · f7 білий кінь · e5 чорний пішак · f5 білий пішак · h5 чорний кінь · d4 чорний пішак · f4 чорний король · g4 білий пішак · h4 білий король · a3 чорна тура · e3 чорний пішак · f3 білий пішак · c2 чорна тура · g2 білий пішак · a1 чорний слон · c1 білий кінь · f1 білий ферзь | a8 білий слон · b8 білий слон · c7 чорний пішак · f7 білий кінь · e5 чорний пішак · f5 білий пішак · h5 чорний кінь · d4 чорний пішак · f4 чорний король · g4 білий пішак · h4 білий король · a3 чорна тура · e3 чорний пішак · f3 білий пішак · c2 чорна тура · g2 білий пішак · a1 чорний слон · c1 білий кінь · f1 білий ферзь | a8 білий слон · b8 білий слон · c7 чорний пішак · f7 білий кінь · e5 чорний пішак · f5 білий пішак · h5 чорний кінь · d4 чорний пішак · f4 чорний король · g4 білий пішак · h4 білий король · a3 чорна тура · e3 чорний пішак · f3 білий пішак · c2 чорна тура · g2 білий пішак · a1 чорний слон · c1 білий кінь · f1 білий ферзь | 3 |
| 2 | a8 білий слон · b8 білий слон · c7 чорний пішак · f7 білий кінь · e5 чорний пішак · f5 білий пішак · h5 чорний кінь · d4 чорний пішак · f4 чорний король · g4 білий пішак · h4 білий король · a3 чорна тура · e3 чорний пішак · f3 білий пішак · c2 чорна тура · g2 білий пішак · a1 чорний слон · c1 білий кінь · f1 білий ферзь | a8 білий слон · b8 білий слон · c7 чорний пішак · f7 білий кінь · e5 чорний пішак · f5 білий пішак · h5 чорний кінь · d4 чорний пішак · f4 чорний король · g4 білий пішак · h4 білий король · a3 чорна тура · e3 чорний пішак · f3 білий пішак · c2 чорна тура · g2 білий пішак · a1 чорний слон · c1 білий кінь · f1 білий ферзь | a8 білий слон · b8 білий слон · c7 чорний пішак · f7 білий кінь · e5 чорний пішак · f5 білий пішак · h5 чорний кінь · d4 чорний пішак · f4 чорний король · g4 білий пішак · h4 білий король · a3 чорна тура · e3 чорний пішак · f3 білий пішак · c2 чорна тура · g2 білий пішак · a1 чорний слон · c1 білий кінь · f1 білий ферзь | a8 білий слон · b8 білий слон · c7 чорний пішак · f7 білий кінь · e5 чорний пішак · f5 білий пішак · h5 чорний кінь · d4 чорний пішак · f4 чорний король · g4 білий пішак · h4 білий король · a3 чорна тура · e3 чорний пішак · f3 білий пішак · c2 чорна тура · g2 білий пішак · a1 чорний слон · c1 білий кінь · f1 білий ферзь | a8 білий слон · b8 білий слон · c7 чорний пішак · f7 білий кінь · e5 чорний пішак · f5 білий пішак · h5 чорний кінь · d4 чорний пішак · f4 чорний король · g4 білий пішак · h4 білий король · a3 чорна тура · e3 чорний пішак · f3 білий пішак · c2 чорна тура · g2 білий пішак · a1 чорний слон · c1 білий кінь · f1 білий ферзь | a8 білий слон · b8 білий слон · c7 чорний пішак · f7 білий кінь · e5 чорний пішак · f5 білий пішак · h5 чорний кінь · d4 чорний пішак · f4 чорний король · g4 білий пішак · h4 білий король · a3 чорна тура · e3 чорний пішак · f3 білий пішак · c2 чорна тура · g2 білий пішак · a1 чорний слон · c1 білий кінь · f1 білий ферзь | a8 білий слон · b8 білий слон · c7 чорний пішак · f7 білий кінь · e5 чорний пішак · f5 білий пішак · h5 чорний кінь · d4 чорний пішак · f4 чорний король · g4 білий пішак · h4 білий король · a3 чорна тура · e3 чорний пішак · f3 білий пішак · c2 чорна тура · g2 білий пішак · a1 чорний слон · c1 білий кінь · f1 білий ферзь | a8 білий слон · b8 білий слон · c7 чорний пішак · f7 білий кінь · e5 чорний пішак · f5 білий пішак · h5 чорний кінь · d4 чорний пішак · f4 чорний король · g4 білий пішак · h4 білий король · a3 чорна тура · e3 чорний пішак · f3 білий пішак · c2 чорна тура · g2 білий пішак · a1 чорний слон · c1 білий кінь · f1 білий ферзь | 2 |
| 1 | a8 білий слон · b8 білий слон · c7 чорний пішак · f7 білий кінь · e5 чорний пішак · f5 білий пішак · h5 чорний кінь · d4 чорний пішак · f4 чорний король · g4 білий пішак · h4 білий король · a3 чорна тура · e3 чорний пішак · f3 білий пішак · c2 чорна тура · g2 білий пішак · a1 чорний слон · c1 білий кінь · f1 білий ферзь | a8 білий слон · b8 білий слон · c7 чорний пішак · f7 білий кінь · e5 чорний пішак · f5 білий пішак · h5 чорний кінь · d4 чорний пішак · f4 чорний король · g4 білий пішак · h4 білий король · a3 чорна тура · e3 чорний пішак · f3 білий пішак · c2 чорна тура · g2 білий пішак · a1 чорний слон · c1 білий кінь · f1 білий ферзь | a8 білий слон · b8 білий слон · c7 чорний пішак · f7 білий кінь · e5 чорний пішак · f5 білий пішак · h5 чорний кінь · d4 чорний пішак · f4 чорний король · g4 білий пішак · h4 білий король · a3 чорна тура · e3 чорний пішак · f3 білий пішак · c2 чорна тура · g2 білий пішак · a1 чорний слон · c1 білий кінь · f1 білий ферзь | a8 білий слон · b8 білий слон · c7 чорний пішак · f7 білий кінь · e5 чорний пішак · f5 білий пішак · h5 чорний кінь · d4 чорний пішак · f4 чорний король · g4 білий пішак · h4 білий король · a3 чорна тура · e3 чорний пішак · f3 білий пішак · c2 чорна тура · g2 білий пішак · a1 чорний слон · c1 білий кінь · f1 білий ферзь | a8 білий слон · b8 білий слон · c7 чорний пішак · f7 білий кінь · e5 чорний пішак · f5 білий пішак · h5 чорний кінь · d4 чорний пішак · f4 чорний король · g4 білий пішак · h4 білий король · a3 чорна тура · e3 чорний пішак · f3 білий пішак · c2 чорна тура · g2 білий пішак · a1 чорний слон · c1 білий кінь · f1 білий ферзь | a8 білий слон · b8 білий слон · c7 чорний пішак · f7 білий кінь · e5 чорний пішак · f5 білий пішак · h5 чорний кінь · d4 чорний пішак · f4 чорний король · g4 білий пішак · h4 білий король · a3 чорна тура · e3 чорний пішак · f3 білий пішак · c2 чорна тура · g2 білий пішак · a1 чорний слон · c1 білий кінь · f1 білий ферзь | a8 білий слон · b8 білий слон · c7 чорний пішак · f7 білий кінь · e5 чорний пішак · f5 білий пішак · h5 чорний кінь · d4 чорний пішак · f4 чорний король · g4 білий пішак · h4 білий король · a3 чорна тура · e3 чорний пішак · f3 білий пішак · c2 чорна тура · g2 білий пішак · a1 чорний слон · c1 білий кінь · f1 білий ферзь | a8 білий слон · b8 білий слон · c7 чорний пішак · f7 білий кінь · e5 чорний пішак · f5 білий пішак · h5 чорний кінь · d4 чорний пішак · f4 чорний король · g4 білий пішак · h4 білий король · a3 чорна тура · e3 чорний пішак · f3 білий пішак · c2 чорна тура · g2 білий пішак · a1 чорний слон · c1 білий кінь · f1 білий ферзь | 1 |
|   | a | b | c | d | e | f | g | h |   |

1. Sh8? ~ 2. Sg6#
1. ... Tc6 2. Se2#
1. ... Ta6 2. Sd3#, 1. ... e2!
     1. Db5? ~ 2. D:e5#
     1. ... Tc5 2. Se2#
     1. ... Ta5 2. Sd3#
     1. ... c5    2. L:e5#, 1... d3!
1. Dd3? ~ 2. De4#
1. ... T:d3 2. S:d3#
1. ... Sf6  2. g3#, 1. ... Sg3!
1. Da6! ~ 2. Dh6#
1. ... Tc6  2. Se2#
1. ... T:a6 2. Sd3#
1. ... Sf6   2. g3#
Гра доповнена переміною матів по Рухлісу.